# Cena szczęścia
Cena szczęścia (ang. Rejoice. A Knife to the Heart) – kanadyjska powieść fantastycznonaukowa autorstwa Stevena Eriksona z 2018, opowiadającego o pierwszym kontakcie ludzkości z obcymi. W Wielkiej Brytanii książka została wydana przez Victor Gollancz Ltd, a w Kanadzie przez Promontory Press Inc. Polska premiera odbyła się 29 lutego 2019, nakładem wydawnictwa Zysk i S-ka. Powieść została przetłumaczona przez Dariusza Kopcińskiego.

## Fabuła
Samantha August jest pisarką fantastyki naukowej. Gdy idzie ulicą, zostaje porwana przez UFO. Po przebudzeniu się odkrywa, że znajduje się w statku kosmicznym, na orbicie Ziemi. Obecna w nim sztuczna inteligencja o imieniu Adam zaczyna z nią rozmawiać, tłumacząc, że jest przedstawicielem Delegacji Interwencyjnej, wspólnoty pozaziemskich cywilizacji. Samantha ma stać się ich pośrednikiem między nimi a ludzkością.
W tym samym czasie pozaziemskie cywilizacje zaczynają modyfikować Ziemię, wprowadzając na jej powierzchni chaos.

## Powstanie powieści
Erikson przez blisko dziesięć lat planował napisanie książki dotyczącej pierwszego kontaktu człowieka z obcymi.  W 2017 brytyjskie wydawnictwo Gollancz ujawniło w komunikacie prasowym, że nabyło prawo do tego projektu autora.

## Odbiór
Powieść została pozytywnie przyjęta przez krytyków, a autor science fiction Robert Sawyer chwalił jej koncepcję i jej wykonanie.